# Cydnus cristatus
Espèce
Cydnus cristatus est une espèce fossile d'insectes hétéroptères (les punaises) de la famille des Cydnidae et du genre Cydnus.

## Classification
L'espèce Cydnus cristatus est décrite en 1937 par le paléontologue français Nicolas Théobald (1903-1981) dans sa thèse,. 

### Famille
En 1937, cette espèce a été classée dans la famille des Pentatomidae.

### Fossiles
Cet holotype, référencé R923, de l'ère Cénozoïque et de l'époque Oligocène (33,9 à 23,03 Ma), faisait partie de la collection Mieg conservée au musée d'histoire naturelle de Bâle et a été trouvée dans des marnes en plaquettes d'âge sannoisien moyen du gisement de Kleinkembs. Cet holotype est complété par un paratype R1009.

### Étymologie
L'épithète spécifique cristatus signifie en latin « huppé ».

## Description

### Caractères
La diagnose de Nicolas Théobald en 1937, : 

« Insecte au corps ovoïde, court. Tête presque hexagonale, coins arrondis ; bord postérieur convexe ; bords latéraux saillants et arrondis ; yeux transversaux, de forme ovale ; rostre visible à la face inférieure sous forme de deux traits parallèles ; l'extrémité du rostre atteignant les hanches II ; tête brune. Prothorax échancré à l'avant, pointes antérieures saillantes, bords latéraux convexes ; coins postérieurs arrondis; bords postérieurs presque droits; prothorax élargi en arrière ; deux crêtes transversales sur les côtés un peu en avant du milieu ; mésothorax brun, écusson pas visible. Abdomen arrondi à l'arrière, six segments de plus en plus étroits, surface ventrale bombée ; tache brun foncé en forme de triangle à l'endroit où se place la membrane des hémélytres. Aucune décoration visible. ».

### Dimensions
La longueur totale du corps est de 4,5 mm, la longueur de la tête est de 1 mm et la largeur de 1,5 mm, la longueur du prothorax est de 1,15 mm et la largeur de 2,5 mm.

### Affinités
« Cette espèce se distingue des précédentes par la présence de deux arêtes transversales dans la moitié antérieure du prothorax. ».

## Biologie
« Le g. Cydnus est cosmopolite. ».

## Galerie
- Cydnus aterrimus - différentes vues.

### Publication originale
- [1937] Nicolas Théobald, « Les insectes fossiles des terrains oligocènes de France 473 p., 17 fig., 7 cartes,13 tables, 29 planches hors texte », Bulletin Mensuel de la Société des Sciences de Nancy et Mémoires de la Société des sciences de Nancy, Imprimerie G. Thomas,‎ 1937, p. 1-473 (ISSN 1155-1119 et 2263-6439, OCLC 786027547). .